# 255-я морская стрелковая бригада
255-я морская стрелковая бригада (255-я морсбр) — воинское соединение морской пехоты Вооружённых Сил СССР, принимавшее участие в Великой Отечественной войне.

## Полное наименование
255-я морская стрелковая Таманская дважды Краснознамённая, орденов Суворова и Кутузова бригада

## История бригады
Сформирована в августе 1942 года как 1-я бригада морской пехоты Черноморского флота. В её состав вошли 14-й, 142-й отд. и 327-й батальоны морской пехоты, укомплектованные моряками Черноморского флота, Азовской и Каспийской военных флотилий. 25 сентября 1942 года переименована в 255-ю морскую стрелковую бригаду и передана в состав 47-й армии  Черноморской группы войск Закавказского фронта. В отдельные периоды именовалась как  255-я бригада морской пехоты (255-я брмп). Во взаимодействии с другими частями и соединениями армии она разгромила в районах пос. Эриванский и станицы Шапсугская  З-ю горнострелковую дивизию румын и остановила дальнейшее продвижение противника.
В ноябре бригада в составе 56-й армии вела бои на туапсинском направлении. Умело используя горно-лесистую местность, её воины отразили неоднократные попытки противника прорваться к городу Туапсе. За образцовое выполнение боевых задач и проявленные при этом личным составом доблесть и мужество награждена орденом Красного Знамени (13 декабря 1942 года).
6 февраля 1943 года бригада была высажена на плацдарм в районе Мысхако и около 7 месяцев совместно с другими соединениями и частями вела упорные оборонительные бои на Малой земле.
В сентябре — начале октября 1943 года участвовала в Новороссийско-Таманской наступательной операции. За отличия в боях при освобождении Таманского полуострова ей было присвоено почётное наименование «Таманской» (9 октября 1943 года).
В начале ноября часть сил бригады принимала участие в Керченско-Эльтигенской десантной операции.  В боях за расширение плацдарма в районе Эльтигена помощник командира взвода 1-й стрелковой роты 142-го отдельного батальона морской пехоты главстаршина П. И. Костенко повторил подвиг А. М. Матросова. Ему посмертно присвоено звание Героя Советского Союза.
Весной 1944 бригада в составе Отдельной Приморской (с 18 апреля Приморская) армии участвовала в освобождении Крыма. В этих боях её личный состав проявил массовый героизм и высокое боевое мастерство. За образцовое выполнение заданий командования при освобождении города Керчь бригада награждена орденом Суворова 2-й степени (24 апреля 1944 года), а за героизм, доблесть и мужество, проявленные личным составом при освобождении  Севастополя — вторым орденом Красного Знамени (24 мая 1944).
В Ясско-Кишинёвской наступательной операции 1944 года она форсировала Днестровский лиман (22 августа) и во взаимодействии с другими соединениями 46-й армии 3-го Украинского фронта и частями Черноморского флота 23 августа освободила г. Аккерман (Белгород-Днестровский). В последующем своими активными и умелыми действиями содействовала войскам фронта и силам флота в овладении гг. Браилов (Брэила) (28 августа) и Констанца (29 августа), за что награждена орденом Кутузова 2-й степени (16 сентября 1944).
С осени 1944 года до конца войны бригада выполняла задачи по обороне Черноморского побережья в районах Варна и Бургас.

## Состав
- 14-й батальон морской пехоты (ком. п/п-к Р.Н. Алтунян);
- 142-й отдельный батальон морской пехоты
- 327-й отдельный батальон морской пехоты
- отдельные артиллерийские, инженерные, разведывательные, медицинские и другие подразделения, а именно:
- - отдельный батальон связи;
- - Отдельный артиллерийский дивизион 76 мм пушек;
- - отдельная рота разведки (ОРР);
- - отдельная рота автоматчиков;
- - отдельная медико-санитарная рота (ОМСР);
- - отдельная рота противотанковых ружей (ПТР);
- - Отдельная автомобильная рота подвоза;
- - 120 мм минометный дивизион;
- - Отдельный истребительный противотанковый дивизион;
- В разные периоды, указаны:
- - 351-й отдельный армейский штрафной батальон (штрафная рота)
- - 354 отдельная штрафная рота (ком. Егиазарян);
- - 92-й армейской штрафной роты (зам. ком. Шатваров)
- - и ряд других.

## Подчинение
Входила в состав войск Закавказского, Северо-Кавказского фронтов, Отдельной Приморской (с 18 апреля 1944 Приморская) армии, 3-го Украинского фронта. 

## Командование
- полковник Гордеев, Дмитрий Васильевич (авг. 1942 — янв. 1943);
- полковник Потапов, Алексей Степанович (янв. — сент. 1943)
- полковник Харичев, Петр Васильевич (сент. 1943 — янв. 1944)
- полковник Власов, Иван Васильевич (янв. 1944 — до конца войны 1945).

## Награды и наименование
| Награда (наименование)            | Дата награждения                                                      | За что получена |
| --------------------------------- | --------------------------------------------------------------------- | --- |
| почётное наименование «Таманская» | Приказ Верховного Главнокомандующего СССР № 31 от 9 октября 1943 года | За освобождение Таманского полуострова. |
| орден Красного Знамени            | Указ Президиума Верховного Совета СССР от 13 декабря 1942 года        | За образцовое выполнение боевых заданий командования на фронте борьбы с немецкими захватчики и проявленные при этом доблесть и мужество.       |
| орден Красного Знамени            | Указ Президиума Верховного Совета СССР от 24 мая 1944 года            | За образцовое выполнение заданий командования в боях за освобождение города Севастополя и проявленные при этом геройство, доблесть и мужество. |
| орден Суворова II степени         | Указ Президиума Верховного Совета СССР от 24 апреля 1944 года.        | За образцовое выполнение заданий командования в боях за освобождение города Керчи и проявленные при этом доблесть и мужество.                  |
| орден Кутузова II степени         | Указ Президиума Верховного Совета СССР от 16 сентября 1944 года.      | |

## Герои Советского Союза
- Костенко, Павел Иванович — помощник командира взвода 1-й стрелковой роты 142-го отдельного батальона морской пехоты, главный старшина.
- Миловатский, Василий Григорьевич — командир роты 322-го батальона морской пехоты, лейтенант.

## Память
- В Москве создан Народный музей 255-й Таманской отдельной бригады морской пехоты Краснознамённого Черноморского флота. Адрес: 101000, Москва, ул. Люблинская, 56/2.
- В Краснодарском крае, Темрюкского района, Станица Тамань, Улица 255 Таманской Дивизии.  В Краснодарском крае, Темрюкского района, поселок Приморский, улица 255 Таманской дивизии